# Stu Goldberg
Stuart Wayne 'Stu' Goldberg (Malden (Massachusetts), 10 juli 1954) is een Amerikaanse jazztoetsenist.

## Biografie
Goldberg kreeg vanaf 10-jarige leeftijd instrumentale lessen in Seattle en leerde piano, later ook orgel en trombone. Als 16-jarige verscheen hij als wonderkind op het Monterey Jazz Festival met Mundell Lowe, Ray Brown en Louie Bellson. Hij studeerde muziek aan de Universiteit van Utah en nam in 1974 een plaat op onder zijn eigen naam. Hij werd bij een breed publiek bekend als metgezel van John McLaughlin, met wie hij op tournee ging en verschillende platen opnam. Hij ging ook naar de studio met Don Ellis, Miroslav Vitouš, Alphonse Mouzon, Michał Urbaniak en Al Di Meola en nam in 1978 zijn bekende lp Solos, Duos and Trio op met Larry Coryell en L. Subramaniam. Hij speelde ook met Wayne Shorter, Freddie Hubbard en Charlie Mariano (Crystall Bells) en sinds 1978 met Toto Blanke's Electric Circus. Hij verscheen ook in solo-concerten, maar speelde ook in een duo met Christoph Spendel en in een trio met Palle Danielsson en Jon Christensen (Live, 1982). In 1985 verhuisde hij naar Los Angeles, waar hij zich voornamelijk concentreerde op het werken voor de filmstudio's en het werken voor componisten zoals Lalo Schifrin of Ira Newborn, voordat hij televisie- en filmmuziek produceerde in zijn eigen studio. Pas in 2001 bracht hij een jazzalbum uit met Going Home.

## Prijzen en onderscheidingen
Hij ontving een prijs op het filmfestival van Cannes in 1994 voor zijn filmmuziek voor Vanished. Hij ontving de BMI Composer Award in 1993 en 1994 en de Peabody Award in 1997. In 1999 werd hem de CINE Golden Eagle Award uitgereikt.

## Discografie
- 1978: Solos-Duos-Trios met L. Subramaniam en Larry Coryell (MPS Records)
- 1979: Fancy Glance met John Lee en Gerry Brown (Sandra Music Productions)
- 1979: Friends met Toto Blanke's Electric Circus (Bacillus Records)
- 1980: Family met Toto Blanke's Electric Circus (Aliso Music)
- 1981: Piru (MPS Records)
- 1982: Eye of the Beholder (Pausa Records)
- 1983: Live met Palle Danielsson en Jon Christensen (MPS Records)
- 2001: Going Home (Rhombus Records)